# Laurie Warder
Laurie Warder (ur. 23 października 1962 w Sydney) – australijski tenisista, zwycięzca Australian Open 1993 w grze podwójnej.

## Kariera tenisowa
Jako zawodowy tenisista Warder występował w latach 1982–1994.
Sukcesy odnosił głównie w grze podwójnej, w której został mistrzem Australian Open z 1993 roku w parze z Daniem Visserem. Spotkanie o tytuł para wygrała z Johnem Fitzgeraldem i Andersem Järrydem. W edycji zawodów z 1987 roku Warder wspólnie z Peterem Doohanem osiągnęli finał. Łącznie tenisista australijski triumfował w 12 turniejach o randze ATP World Tour oraz awansował do 18 finałów.
W rankingu gry pojedynczej Warder najwyżej był na 210. miejscu (10 sierpnia 1987), a w klasyfikacji gry podwójnej na 12. pozycji (28 października 1991).

### Zwycięstwa w turniejach ATP World Tour
| Nazwa                              |
| ---------------------------------- |
| Wielki Szlem                       |
| Igrzyska olimpijskie               |
| ATP World Tour World Championships |
| ATP Super 9                        |
| ATP Championship Series            |
| ATP World Series                   |

#### Gra podwójna (12)
| Lp. | Rok  | Miejscowość                | Nawierzchnia | Partner           | Przeciwnicy                   | Wynik finału  |
| 1.  | 1984 | Newport                    | Trawiasta    | David Graham      | Ken Flach Robert Seguso       | 6:4, 7:6      |
| 2.  | 1985 | Florencja                  | Ceglana      | David Graham      | Bruce Derlin Carl Limberger   | 6:1, 6:1      |
| 3.  | 1987 | Indianapolis               | Ceglana      | Blaine Willenborg | Joakim Nyström Mats Wilander  | 6:0, 6:3      |
| 4.  | 1988 | Hamburg                    | Ceglana      | Darren Cahill     | Rick Leach Jim Pugh           | 6:4, 6:4      |
| 5.  | 1988 | Bristol                    | Trawiasta    | Peter Doohan      | Martin Davis Tim Pawsat       | 2:6, 6:4, 7:5 |
| 6.  | 1989 | Wellington                 | Twarda       | Peter Doohan      | Rill Baxter Glenn Michibata   | 3:6, 6:2, 6:3 |
| 7.  | 1991 | Monte Carlo                | Ceglana      | Luke Jensen       | Paul Haarhuis Mark Koevermans | 5:7, 7:6, 6:4 |
| 8.  | 1991 | Bolonia                    | Ceglana      | Luke Jensen       | Luiz Mattar Jaime Oncins      | 6:4, 7:6      |
| 9.  | 1992 | Bolonia                    | Ceglana      | Luke Jensen       | Javier Frana Javier Sánchez   | 6:2, 6:3      |
| 10. | 1993 | Australian Open, Melbourne | Twarda       | Danie Visser      | John Fitzgerald Anders Järryd | 6:4, 6:3, 6:4 |
| 11. | 1993 | Nicea                      | Ceglana      | David Macpherson  | Shelby Cannon Scott Melville  | 3:4 krecz     |
| 12. | 1993 | Bolonia                    | Ceglana      | Danie Visser      | Luke Jensen Murphy Jensen     | 4:6, 6:4, 6:4 |